# ウィリー・パストラーノ
ウィリー・パストラーノ（Willie Pastrano 、1935年11月27日 -  1997年12月6日）は、アメリカ合衆国の男性プロボクサー。ルイジアナ州ニューオーリンズ出身。元WBA・WBC世界ライトヘビー級統一王者。

## 来歴
1951年9月10日、パストラーノはプロデビューを果たし4回判定勝ちを収め白星でデビューを飾った。
1952年4月21日、アルビン・ペレグリーニと対戦し4回引き分けに終わった。
1952年7月22日、アル・マッコーリーと対戦し2回KO勝ちを収めた。
1952年8月5日、ソニー・ルシアーノと対戦し8回判定勝ちを収めた。
1952年8月19日、ソニー・ルシアーノと2週間ぶりに対戦し8回判定勝ちを収めた。
1952年9月8日、ジョニー・キャピターノと対戦し6回判定勝ちを収めた。
1952年10月6日、アルヴィン・ペテグリーニと対戦し初黒星となる6回判定負けを喫した。
1952年11月17日、アルヴィン・ペテグリーニと1ヶ月ぶりに対戦し6回判定勝ちを収めた。
1952年12月15日、アルヴィン・ペテグリーニと3度目の対戦を行い8回引き分けに終わった。
1953年3月3日、チャック・ブーチャーと対戦し3回1分8秒TKO勝ちを収めた。
1953年5月25日、ジョニー・セザリオと対戦し8回0-2の判定負けを喫した。
1953年7月14日、デル・フラナガンと対戦し8回2-1の判定勝ちを収めた。
1953年9月22日、エミール・ベルテスと対戦し10回引き分けに終わった。
1953年10月5日、エミール・ベルテスと1ヶ月ぶりに再戦し8回2-0の判定勝ちを収めた。
1953年11月30日、イターロ・スコリッチーニと対戦し10回1-2の判定負けを喫した。
1954年3月29日、ジミー・マルチネスと対戦し10回判定勝ちを収めた。
1954年4月12日、ジャクエス・ロイヤル・クレキーと対戦し10回判定勝ちを収めた。
1954年8月9日、トミー・バザーノと対戦し8回TKO勝ちを収めた。
1954年8月24日、ジミー・マルチネスと5ヶ月ぶりに対戦し10回判定勝ちを収めた。
1954年9月14日、ジャッキー・ラブアト対戦し10回2-1の判定勝ちを収めた。
1954年11月23日、ボビー・ディケスと対戦し10回判定勝ちを収めた。
1955年3月1日、トニー・ジョンソンと対戦し10回判定勝ちを収めた。
1955年3月23日、シカゴ・スタジアムでアル・アンダーソンと対戦し10回3-0(2者が100-90、96-93)の判定勝ちを収めた。
1955年4月22日、ウィーリー・トロイと対戦し10回1-0(96-96、94-94、95-90)の引き分けに終わった。
1955年6月28日、元世界ライトヘビー級王者ジョーイ・マキシムと対戦し10回判定勝ちを収めた。
1955年7月27日、ジャック・スペンサーと対戦し10回判定勝ちを収めた。
1955年10月3日、パディー・ヤングと対戦し10回判定勝ちを収めた。
1955年11月18日、ジョー・ローワンと対戦し10回判定勝ちを収めた。
1955年12月19日、レックス・ラインと対戦し10回判定勝ちを収めた。
1956年1月17日、ジャック・スペンサーと6ヶ月ぶりに再戦し10回引き分けに終わった。
1956年4月4日、ジョニー・アーサーと対戦し10回判定勝ちを収めた。
1956年8月24日、パット・マクアーティーと対戦し10回判定勝ちを収めた。
1957年6月11日、ロイ・ハリスと対戦し5年ぶりの敗戦となる10回判定負けを喫した。
1957年10月22日、ディック・リチャードソンと対戦し10回判定勝ちを収めた。
1957年11月27日、ウィリー・ベスマンノフと対戦し10回判定勝ちを収めた。
1958年9月30日、ブライアン・ロンドンと対戦し5回TKO負けを喫した。
1959年2月24日、ジョー・エスキーと対戦し10回判定負けを喫した。
1960年1月20日、ジェリー・ルーディーと対戦し10回判定勝ちを収めた。
1960年6月1日、ソニー・レイと対戦し10回判定勝ちを収めた。
1960年9月16日、チック・カルダーウッドと対戦し10回判定負けを喫した。
1960年12月27日、ジェシー・ボウディーと対戦し10回判定負けを喫した。
1961年8月6日、けがの影響があって8ヶ月ぶりの復帰戦。レナント・ライズベルグと対戦し12回引き分けに終わった。
1962年5月1日、トム・マックネーリと対戦し10回判定勝ちを収めた。
1962年5月28日、元世界ライトヘビー級王者アーチー・ムーアと対戦し10回引き分けに終わった。
1962年9月8日、ロドルフォ・ディアスと対戦し10回2-1の判定勝ちを収めた。
1963年2月9日、ウェイン・トールトンと対戦し10回2-0の判定負けを喫した。
1963年3月23日、ウェイン・トールトンと1ヶ月ぶりに対戦し10回引き分けに終わった。
1963年5月4日、ウェイン・トールトンと3戦目を行い10回2-0の判定勝ちを収めた。
1963年6月1日、世界ライトヘビー級王者ハロルド・ジョンソンとラスベガス・コンベンション・センターで対戦し15回2-1の判定勝ちを収め王座獲得に成功した。
1963年9月20日、マイアミのマイアミ・ビーチ・コンベンション・センターでグレゴリオ・ペラルタと対戦し現役世界王者として屈辱の10回判定負けを喫した。
1963年11月30日、ヨハネスブルクのランド・スタジアムでマイク・ホルトと対戦し10回判定勝ちを収めた。
1964年4月10日、ムニシパル・アウディトリウムでグレゴリオ・ペラルタと7ヶ月ぶりに対戦し5回終了TKO勝ちを収めWBA王座とWBC王座の初防衛に成功した。
1964年11月30日、テリー・ダウンズとマンチェスターのキングス・ホールで対戦し11回1分17秒TKO勝ちを収めWBA王座とWBC王座の2度目の防衛に成功した。
1965年3月30日、マディソン・スクエア・ガーデンでホセ・トーレスと対戦。6回にダウンを奪われるなど終始トーレスのペースで進められてしまい9回終了と同時にレフェリーがストップ。9回終了TKO負けを喫しWBA王座とWBC王座の3度目の防衛に失敗し王座から陥落した。この試合を最後に現役を引退した。
引退後は故郷ニューオーリンズでマネージャーを務める等多くのボクサーの相談相手を務めた。
晩年は健康状態が思わしくない状態が続き1997年12月6日、肝臓癌の為亡くなった。62歳没。

## 獲得タイトル
- WBC世界ライトヘビー級王座（防衛2）
- WBA世界ライトヘビー級王座（防衛2）